# 2022-es rövid pályás úszó-világbajnokság
A 2022-es rövid pályás úszó-világbajnokságot az ausztráliai Melbourne-ben rendezték december 13. és 18. között.
Eredetileg 2022. december 17. és 22. között rendezték volna az oroszországi Kazanyban, erről a FINA 2017-ben döntött. A 2022-es orosz invázió Ukrajna ellen hatásai miatt került áthelyezésre. Oroszországból és Fehéroroszországból minden sportolót és hivatalos személyt kitiltottak a világbajnokságról.

## A helyszín kiválasztása

### Pályázók
| Pályázó országok | Rendező város | Eredmény               |
| ---------------- | ------------- | ---------------------- |
| Ausztrália       | Melbourne     | a 2022-es vb rendezője |
| Oroszország      | Kazany        | a győztes pályázó      |
| Magyarország     | Budapest      | a 2024-es vb rendezője |
| Tajvan           |               | nem kapta meg          |
| Hongkong         |               | nem kapta meg          |

A FINA 2017-ben döntött a 2022-es és a 2024-es rövid pályás vb rendezőjéről. A 2022-es világbajnokság rendezői jogát eredetileg a 2015-ös úszó-világbajnokság rendezője, Kazany kapta, míg a 2024-est a 2017-es úszó-világbajnokság rendezője, Budapest szerezte meg.

## A magyar versenyzők eredményei
Magyarország két versenyzőt indított a világbajnokságon.

## Éremtáblázat
*    Ausztrália (rendező)
| Helyezés             | Nemzet                  | Arany | Ezüst | Bronz | Összesen |
| -------------------- | ----------------------- | ----- | ----- | ----- | -------- |
| 1.                   | Egyesült Államok        | 17    | 13    | 6     | 36       |
| 2.                   | Ausztrália*             | 13    | 8     | 5     | 26       |
| 3.                   | Olaszország             | 5     | 6     | 5     | 16       |
| 4.                   | Kanada                  | 3     | 4     | 7     | 14       |
| 5.                   | Dél-afrikai Köztársaság | 3     | 1     | 1     | 5        |
| 6.                   | Japán                   | 2     | 2     | 2     | 6        |
| 7.                   | Franciaország           | 1     | 3     | 1     | 5        |
| 8.                   | Hollandia               | 1     | 1     | 6     | 8        |
| 9.                   | Hongkong                | 1     | 1     | 0     | 2        |
| 10.                  | Litvánia                | 1     | 0     | 1     | 2        |
| 11.                  | Dél-Korea               | 1     | 0     | 0     | 1        |
| 11.                  | Brazília                | 1     | 0     | 0     | 1        |
| 11.                  | Kajmán-szigetek         | 1     | 0     | 0     | 1        |
| 14.                  | Új-Zéland               | 0     | 2     | 0     | 2        |
| 15.                  | Nagy-Britannia          | 0     | 1     | 3     | 4        |
| 16.                  | Norvégia                | 0     | 1     | 1     | 2        |
| 16.                  | Lengyelország           | 0     | 1     | 1     | 2        |
| 16.                  | Svájc                   | 0     | 1     | 1     | 2        |
| 19.                  | Románia                 | 0     | 1     | 0     | 1        |
| 20.                  | Svédország              | 0     | 0     | 3     | 3        |
| 21.                  | Kína                    | 0     | 0     | 2     | 2        |
| 21.                  | Németország             | 0     | 0     | 2     | 2        |
| 23.                  | Trinidad és Tobago      | 0     | 0     | 1     | 1        |
| 23.                  | Magyarország            | 0     | 0     | 1     | 1        |
| Összesen (24 nemzet) | Összesen (24 nemzet)    | 50    | 46    | 49    | 145      |

## Eredmények
- WR – világrekord
- CR – világbajnoki rekord
- WJ – ifjúsági világrekord
- AF – Afrika-rekord
- AM – Amerika-rekord
- SA – Dél-amerikai-rekord
- AS – Ázsia-rekord
- ER – Európa-rekord
- OC – Óceánia-rekord
- NR – országos rekord

A váltó versenyszámoknál a csillaggal jelölt versenyzők az előfutamokban szerepeltek.

### Férfiak
| Versenyszám                  | Arany | Arany          | Ezüst | Ezüst        | Bronz | Bronz      |
| ---------------------------- | --- | -------------- | --- | ------------ | --- | ---------- |
| 50 m gyorsúszás              | Jordan Crooks · Kajmán-szigetek | 20,46          | Ben Proud · Nagy-Britannia | 20,49        | Dylan Carter · Trinidad és Tobago | 20,72      |
| 100 m gyorsúszás             | Kyle Chalmers · Ausztrália | 45,16 CR       | Maxime Grousset · Franciaország | 45,41        | Alessandro Miressi · Olaszország | 45,57 =NR  |
| 200 m gyorsúszás             | Hwang Sun-woo · Dél-Korea | 1:39,72 CR, AS | David Popovici · Románia | 1:40,79 NR   | Thomas Dean · Nagy-Britannia | 1:40,86    |
| 400 m gyorsúszás             | Kieran Smith · Egyesült Államok | 3:34,38 AM     | Thomas Neill · Ausztrália | 3:35,05      | Danas Rapšys · Litvánia | 3:36,26    |
| 1500 m gyorsúszás            | Gregorio Paltrinieri · Olaszország | 14:16,88       | Damien Joly · Franciaország | 14:19,62 NR  | Henrik Christiansen · Norvégia | 14:24,08   |
| 50 m hátúszás                | Ryan Murphy · Egyesült Államok | 22,64          | Isaac Cooper · Ausztrália | 22,73        | Kacper Stokowski · Lengyelország | 22,74      |
| 100 m hátúszás               | Ryan Murphy · Egyesült Államok | 48,50 CR       | Lorenzo Mora · Olaszország | 49,04 NR     | Isaac Cooper · Ausztrália | 49,52      |
| 200 m hátúszás               | Ryan Murphy · Egyesült Államok | 1:47,41        | Shaine Casas · Egyesült Államok | 1:48,01      | Lorenzo Mora · Olaszország | 1:48,45 NR |
| 50 m mellúszás               | Nic Fink · Egyesült Államok | 25,38 CR, AM   | Nicolò Martinenghi · Olaszország | 25,42        | Simone Cerasuolo · Olaszország | 25,68      |
| 100 m mellúszás              | Nic Fink · Egyesült Államok | 55,88          | Nicolò Martinenghi · Olaszország | 56,07        | Adam Peaty · Nagy-Britannia | 56,25      |
| 200 m mellúszás              | Szeto Daija · Japán | 2:00,35 AS     | Nic Fink · Egyesült Államok | 2:01,60 AM   | Qin Haiyang · Kína | 2:02,22    |
| 50 m pillangóúszás           | Nicholas Santos · Brazília | 21,78 CR       | Noè Ponti · Svájc | 21,96 NR     | Szabó Szebasztián · Magyarország | 21,98      |
| 100 m pillangóúszás          | Chad le Clos · Dél-afrikai Köztársaság | 48,59          | Ilya Kharun · Kanada | 49,03        | Marius Kusch · Németország | 49,12      |
| 200 m pillangóúszás          | Chad le Clos · Dél-afrikai Köztársaság | 1:48,27 AF     | Szeto Daija · Japán | 1:49,22      | Noè Ponti · Svájc | 1:49,42 NR |
| 100 m vegyes úszás           | Thomas Ceccon · Olaszország | 50,97          | Javier Acevedo · Kanada | 51,05 NR     | Finlay Knox · Kanada | 51,10      |
| 200 m vegyes úszás           | Matthew Sates · Dél-afrikai Köztársaság | 1:50,15 AF     | Carson Foster · Egyesült Államok | 1:50,96      | Finlay Knox · Kanada | 1:51,04 NR |
| 400 m vegyes úszás           | Szeto Daija · Japán | 3:55,75        | Carson Foster · Egyesült Államok | 3:57,63      | Matthew Sates · Dél-afrikai Köztársaság | 3:59,21    |
| 4 × 50 m gyorsúszás váltó    | Ausztrália · Isaac Cooper (21,25) · Matthew Temple (20,75) · Flynn Southam (21,10) · Kyle Chalmers (20,34) · Grayson Bell* | 1:23,44 OC     | Olaszország · Alessandro Miressi (21,22) · Leonardo Deplano (20,59) · Thomas Ceccon (20,67) · Manuel Frigo (21,00) · Paolo Conte Bonin*                            | 1:23,48      | Hollandia · Kenzo Simons (21,24) · Nyls Korstanje (20,84) · Stan Pijnenburg (20,95) · Thom de Boer (20,72)                                                                                          | 1:23,75    |
| 4 × 100 m gyorsúszás váltó   | Olaszország · Alessandro Miressi (46,15) · Paolo Conte Bonin (45,93) · Leonardo Deplano (45,54) · Thomas Ceccon (45,13) · Manuel Frigo* | 3:02,75 WR     | Ausztrália · Flynn Southam (47,04) · Matthew Temple (46,06) · Thomas Neill (46,55) · Kyle Chalmers (44,98) · Shaun Champion*                                       | 3:04,63 OC   | Egyesült Államok · Drew Kibler (46,84) · Shaine Casas (45,90) · Carson Foster (46,58) · Kieran Smith (45,77) · David Curtiss* · Trenton Julian*                                                     | 3:05,09    |
| 4 × 200 m gyorsúszás váltó   | Egyesült Államok · Kieran Smith (1:41,04) · Carson Foster (1:40,48) · Trenton Julian (1:41,44) · Drew Kibler (1:41,16) · Jake Magahey* · Jake Foster* | 6:44,12 WR     | Ausztrália · Thomas Neill (1:41,50) · Kyle Chalmers (1:40,35) · Flynn Southam (1:41,50) · Mack Horton (1:43,19) · Clyde Lewis* · Stuart Swinburn* · Brendon Smith* | 6:46,54 OC   | Olaszország · Matteo Ciampi (1:42,68) · Thomas Ceccon (1:42,61) · Alberto Razzetti (1:42,76) · Paolo Conte Bonin (1:41,58) · Manuel Frigo*                                                          | 6:49,63 NR |
| 4 × 50 m vegyes úszás váltó  | Olaszország · Lorenzo Mora (22,65) · Nicolò Martinenghi (24,95) · Matteo Rivolta (21,60) · Leonardo Deplano (20,52) · Simone Cerasuolo* · Thomas Ceccon* · Alessandro Miressi*                                                                                            | 1:29,72 WR     | Egyesült Államok · Ryan Murphy (22,61) · Nic Fink (25,24) · Shaine Casas (22,13) · Michael Andrew (20,39) · Hunter Armstrong* · Trenton Julian* · Kieran Smith*    | 1:30,37 AM   | Ausztrália · Isaac Cooper (22,66) · Grayson Bell (25,92) · Matthew Temple (21,75) · Kyle Chalmers (20,48) · Shaun Champion* · Flynn Zareb Southam*                                                  | 1:30,81 OC |
| 4 × 100 m vegyes úszás váltó | Ausztrália · Isaac Cooper (49,46) · Joshua Yong (56,55) · Matthew Temple (48,34) · Kyle Chalmers (44,63) · Shaun Champion* Egyesült Államok · Ryan Murphy (48,96) · Nic Fink (54,88) · Trenton Julian (49,19) · Kieran Smith (45,95) · Hunter Armstrong* · Carson Foster* | 3:18,98 WR     | nem adták ki | nem adták ki | Olaszország · Lorenzo Mora (49,48) · Nicolò Martinenghi (55,52) · Matteo Rivolta (48,50) · Alessandro Miressi (45,56) · Thomas Ceccon* · Simone Cerasuolo* · Alberto Razzetti* · Paolo Conte Bonin* | 3:19,06 ER |

### Nők
| Versenyszám                  | Arany | Arany          | Ezüst | Ezüst        | Bronz | Bronz      |
| ---------------------------- | --- | -------------- | --- | ------------ | --- | ---------- |
| 50 m gyorsúszás              | Emma McKeon · Ausztrália | 23,04 CR], OC  | Katarzyna Wasick · Lengyelország | 23,55        | Anna Hopkin · Nagy-Britannia | 23,68      |
| 100 m gyorsúszás             | Emma McKeon · Ausztrália | 50,77 CR       | Siobhán Haughey · Hongkong | 50,87        | Marrit Steenbergen · Hollandia | 51,25      |
| 200 m gyorsúszás             | Siobhán Haughey · Hongkong | 1:51,65        | Rebecca Smith · Kanada | 1:52,24      | Marrit Steenbergen · Hollandia | 1:52,28    |
| 400 m gyorsúszás             | Lani Pallister · Ausztrália | 3:55,04        | Erika Fairweather · Új-Zéland | 3:56,00      | Leah Smith · Egyesült Államok | 3:59,78    |
| 800 m gyorsúszás             | Lani Pallister · Ausztrália | 8:04,07 NR     | Erika Fairweather · Új-Zéland | 8:10,41      | Miyu Namba · Japán | 8:12,98 NR |
| 50 m hátúszás                | Maggie Mac Neil · Kanada | 25,25 WR       | Claire Curzan · Egyesült Államok | 25,54        | Mollie O’Callaghan · Ausztrália | 25,61 OC   |
| 100 m hátúszás               | Kaylee McKeown · Ausztrália | 55,49          | Mollie O’Callaghan · Ausztrália | 55,62        | Claire Curzan · Egyesült ÁllamokIngrid Wilm · Kanada | 55,74      |
| 200 m hátúszás               | Kaylee McKeown · Ausztrália | 1:59,26        | Claire Curzan · Egyesült Államok | 2:00,53      | Kylie Masse · Kanada | 2:01,26 NR |
| 50 m mellúszás               | Rūta Meilutytė · Litvánia | 28,50          | Lara van Niekerk · Dél-afrikai Köztársaság | 29,09 AF     | Lilly King · Egyesült Államok | 29,11      |
| 100 m mellúszás              | Lilly King · Egyesült Államok | 1:02,67        | Tes Schouten · Hollandia | 1:03,90 NR   | Anna Elendt · Németország | 1:04,05 NR |
| 200 m mellúszás              | Kate Douglass · Egyesült Államok | 2:15,77 CR     | Lilly King · Egyesült Államok | 2:17,13      | Tes Schouten · Hollandia | 2:18,19 NR |
| 50 m pillangóúszás           | Torri Huske · Egyesült ÁllamokMaggie Mac Neil · Kanada | 24,64 NR       | nem adták ki | nem adták ki | Zhang Yufei · Kína | 24,71 =AS  |
| 100 m pillangóúszás          | Maggie Mac Neil · Kanada | 54,05 WR       | Torri Huske · Egyesült Államok | 54,75        | Louise Hansson · Svédország | 54,87      |
| 200 m pillangóúszás          | Dakota Luther · Egyesült Államok | 2:03,37        | Hali Flickinger · Egyesült Államok | 2:03,78      | Elizabeth Dekkers · Ausztrália | 2:03,94    |
| 100 m vegyes úszás           | Marrit Steenbergen · Hollandia | 57,53 NR       | Beryl Gastaldello · Franciaország | 57,63        | Louise Hansson · Svédország | 57,68      |
| 200 m vegyes úszás           | Kate Douglass · Egyesült Államok | 2:02,12 AM     | Alexandra Walsh · Egyesült Államok | 2:03,37      | Kaylee McKeown · Ausztrália | 2:03,57 OC |
| 400 m vegyes úszás           | Hali Flickinger · Egyesült Államok | 4:26,51        | Sara Franceschi · Olaszország | 4:28,58      | Waka Kobori · Japán | 4:29,03    |
| 4 × 50 m gyorsúszás váltó    | Egyesült Államok · Torri Huske (24,08) · Claire Curzan (23,30) · Erika Brown (23,74) · Kate Douglass (22,77) · Erin Gemmell* · Natalie Hinds* · Alex Walsh*                  | 1:33,89 CR, AM | Ausztrália · Meg Harris (23,98) · Madison Wilson (23,51) · Mollie O’Callaghan (24,01) · Emma McKeon (22,73) · Alexandria Perkins* · Brittany Castelluzzo*                | 1:34,23 OC   | Hollandia · Kim Busch (24,20) · Maaike de Waard (23,47) · Kira Toussaint (24,01) · Valerie van Roon (23,68) · Tessa Vermeulen*                                             | 1:35,36    |
| 4 × 100 m gyorsúszás váltó   | Ausztrália · Mollie O’Callaghan (52,19) · Madison Wilson (51,28) · Meg Harris (52,00) · Emma McKeon (49,96) · Leah Neale*                                                    | 3:25,43 WR     | Egyesült Államok · Torri Huske (51,73) · Kate Douglass (51,17) · Claire Curzan (51,59) · Erika Brown (51,80) · Erin Gemmell* · Natalie Hinds*                            | 3:26,29 AM   | Kanada · Rebecca Smith (52,68) · Taylor Ruck (51,49) · Maggie Mac Neil (51,11) · Katerine Savard (52,78) · Mary-Sophie Harvey*                                             | 3:28,06 NR |
| 4 × 200 m gyorsúszás váltó   | Ausztrália · Madison Wilson (1:53,13) · Mollie O’Callaghan (1:52,83) · Leah Neale (1:52,67) · Lani Pallister (1:52,24) · Meg Harris* · Brittany Castelluzzo* · Laura Taylor* | 7:30,87 WR     | Kanada · Rebecca Smith (1:52,15) · Katerine Savard (1:54,78) · Mary-Sophie Harvey (1:54,81) · Taylor Ruck (1:52,73) · Sydney Pickrem* · Kelsey Wog*                      | 7:34,47      | Egyesült Államok · Alex Walsh (1:53,90) · Hali Flickinger (1:53,48) · Erin Gemmell (1:52,23) · Leah Smith (1:55,09) · Erika Brown* · Jillian Cox*                          | 7:34,70    |
| 4 × 50 m vegyes úszás váltó  | Ausztrália · Mollie O’Callaghan (25,49) · Chelsea Hodges (29,11) · Emma McKeon (24,43) · Madison Wilson (23,32) · Kaylee McKeown* · Jenna Strauch*                           | 1:42,35 WR     | Egyesült Államok · Claire Curzan (25,75) · Lilly King (29,00) · Torri Huske (24,94) · Kate Douglass (22,72) · Alex Walsh* · Annie Lazor* · Erika Brown* · Natalie Hinds* | 1:42,41      | Svédország · Louise Hansson (25,86) · Klara Thormalm (29,34) · Sara Junevik (24,06) · Michelle Coleman (23,17) · Hanna Rosvall* · Sofia Åstedt*                            | 1:42,43    |
| 4 × 100 m vegyes úszás váltó | Egyesült Államok · Claire Curzan (56,47) · Lilly King (1:02,88) · Torri Huske (54,53) · Kate Douglass (50,47) · Alex Walsh* · Erika Brown*                                   | 3:44,35 WR     | Ausztrália · Kaylee McKeown (55,74) · Jenna Strauch (1:04,49) · Emma McKeon (53,93) · Meg Harris (50,76) · Mollie O’Callaghan* · Chelsea Hodges* · Alexandria Perkins*   | 3:44,92 OC   | Kanada · Ingrid Wilm (55,36) · Sydney Pickrem (1:04,42) · Maggie Mac Neil (54,59) · Taylor Ruck (51,85) · Kylie Masse* · Rachel Nicol* · Katerine Savard* · Rebecca Smith* | 3:46,22 NR |

### Vegyes
| Versenyszám                 | Arany | Arany      | Ezüst | Ezüst      | Bronz | Bronz      |
| --------------------------- | --- | ---------- | --- | ---------- | --- | ---------- |
| 4 × 50 m gyorsúszás váltó   | Franciaország · Maxime Grousset (20,92) · Florent Manaudou (20,26) · Béryl Gastaldello (23,00) · Mélanie Henique (23,15) · Mary-Ambre Moluh*            | 1:27,33 WR | Ausztrália · Kyle Chalmers (20,97) · Matthew Temple (20,71) · Meg Harris (23,73) · Emma McKeon (22,62) · Flynn Southam* · Madison Wilson*     | 1:28,03 OC | Hollandia · Kenzo Simons (21,14) · Thom de Boer (20,61) · Maaike de Waard (23,35) · Marrit Steenbergen (23,43) · Stan Pijnenburg* · Nyls Korstanje* | 1:28,53    |
| 4 × 50 m vegyes úszás váltó | Egyesült Államok · Ryan Murphy (22,37) · Nic Fink (24,96) · Kate Douglass (24,09) · Torri Huske (23,73) · Shaine Casas* · Michael Andrew* · Alex Walsh* | 1:35,15 WR | Olaszország · Lorenzo Mora (22,59) · Nicolò Martinenghi (24,83) · Silvia Di Pietro (24,52) · Costanza Cocconcelli (24,07) · Simone Cerasuolo* | 1:36,01 ER | Kanada · Kylie Masse (25,71) · Javier Acevedo (25,95) · Ilya Kharun (22,12) · Maggie Mac Neil (23,15) · Ingrid Wilm* · Rebecca Smith*               | 1:36,93 NR |